# Polyfluorure de vinyle
Le poly(fluorure de vinyle) (en anglais : polyvinyl fluoride, PVF) ou fluorure de polyvinyle est un polymère du fluorure de vinyle ; c'est un fluoropolymère thermoplastique semi-cristallin.
Il est utilisé comme revêtement retardant le feu dans les intérieurs d'avion, comme fond de cellules photovoltaïques, pour les habits imperméables et le revêtement de feuilles métalliques.